# かちどき橋

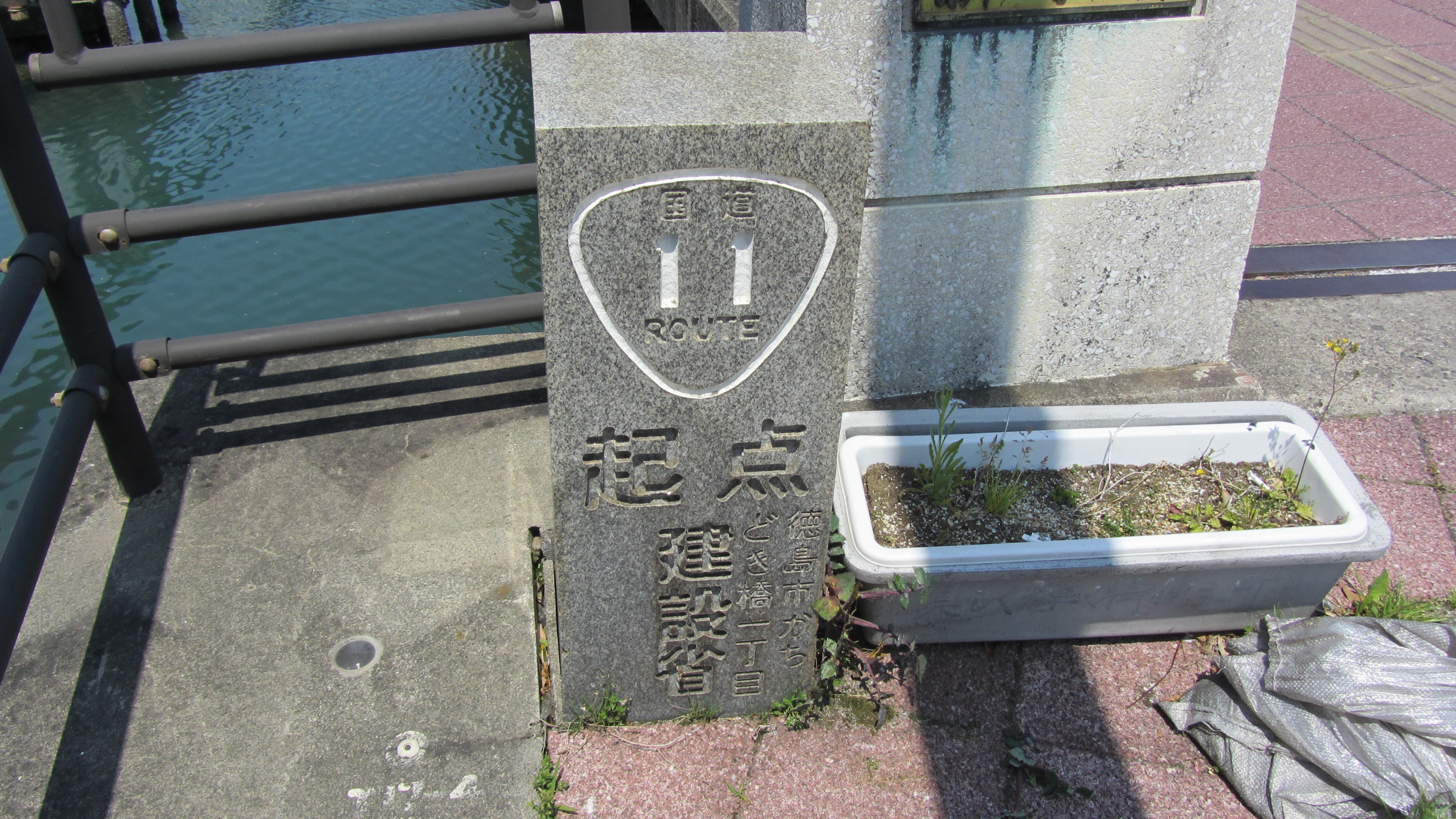
徳島市　道路元標

かちどき橋（かちどきばし）は、徳島県徳島市の新町川に架かる橋梁。および近隣の地名である。
1. 新町川に架かる全長70.8m・幅員30m（8車線）の橋梁は、徳島市のかちどき橋一丁目と中洲町一丁目（ひょうたん島）とを結ぶ。国道11号（吉野川バイパス）が通る。本項で詳述。
2. 徳島市の町名。東富田地区に属しており、かちどき橋一丁目〜かちどき橋六丁目に分かれる。郵便番号は〒770-0939。本項の#かちどき橋一丁目 - 六丁目で詳述。

## 概要
1930年4月に徳島県庁が現在の場所に移転したことに伴い渡船が設置されたが、交通が頻繁に途絶えたことから架橋が計画され、資材を商工省から調達しながら1941年4月に完成した。総工費は186,604円23銭であった。当時の幅員は12mで、2車線の車道と2本の歩道が設置されていた。
名称は、日中戦争において日本軍が連勝していたことに因んでおり、公募により決定された。当初の名称は勝鬨橋であったが、漢字が難しかったことから後に平仮名に書き改められた。なお周囲にある町名や交差点名は、当橋に由来する。

### 交通の結節点として
吉野川バイパスと徳島南バイパスの供用開始以降、当橋の南詰にある「かちどき橋南詰交差点」は徳島本町交差点と並び徳島県における交通の結節点となり、複数の国道の起終点となった。
国道11号や国道55号など、路線の起終点を示す標識である、徳島市道路元標が設置されている。
徳島県を南北に向かう交通が集中するため日常的に渋滞が発生し、ピーク時の旅行速度は13.5km/hと著しく遅い。なお、当橋の北詰め（中洲町一丁目）における1999年の交通量は、統計によると78,713台/日であった。

#### かちどき橋南詰交差点
当橋の南詰に所在し、国道11号・国道55号の起点、国道28号（11号重複）・国道195号（55号重複）の終点の交差点である。

#### 県庁前交差点
当橋の南方約100mに所在。当橋にちなみ、かちどき橋交差点とも呼ばれる。県道120号徳島小松島線起点および、県道136号宮倉徳島線の終点であるほか、国道55号・国道195号が通過する。
1994年10月21日、世界で2番目の事例として当交差点にLED式信号機が設置された。青色LEDを開発した日亜化学工業が徳島県に本社を置いており、同社から設置に向けた全面協力が得られたことに加え、付近に徳島県警察本部が立地していることから、テストケースとして最初期に設置されたものである。

## 歴史
- 1930年 - 渡船が設置される。
- 1937年 - 架橋構想がなされる。
- 1938年 - 着工する。
- 1939年 - 名称を公募する。
- 1941年 - 供用を開始する。
- 1968年 - 拡幅がなされる。

## かちどき橋一丁目 - 六丁目
町名としてのかちどき橋は、当橋の南側にある町。かちどき橋一丁目〜かちどき橋六丁目に分かれる。郵便番号は〒770-0939。
南北に細長く区分され所在している。もとは富田浦町の一部であったが、当橋に因んで改名された。東富田地区に属している。人口は1,004人、世帯数は492世帯である。

### 地理
吉野川水系の支流である新町川が北を流れ、御座船入江川が南を流れている。また、町域を南北に並行してJR四国牟岐線が敷設されている。

#### 河川
- 新町川
- 御座船入江川

### 歴史
かちどき橋一丁目およびかちどき橋二丁目は、江戸時代には東横町と呼ばれ、第二次世界大戦以前は住宅地であったが1945年7月4日、空襲による戦災を受けた。かちどき橋三丁目以南は、徳島南バイパスが開通する以前には水田が広がっていた。

### 交通

#### 鉄道
- 四国旅客鉄道（JR四国）牟岐線
  - 当町に所在する唯一の駅として、かちどき橋一丁目に阿波富田駅が所在している。

#### 道路
- 一般国道
  - 国道55号（徳島南バイパス・吉野川バイパス）
- 県道
  - 徳島県道136号宮倉徳島線

#### 路線バス
以下の名称のバス停がある。
- 徳島バス
  - かちどき橋一丁目
  - かちどき橋五丁目

## 近隣施設

### 名勝・旧跡など
- ケンチョピア - 新町川の川岸にある公園地区。町としてのかちどき橋に所在。
- 三河家住宅 - 国の重要文化財。
- 原田家住宅 - 国の登録有形文化財。町としてのかちどき橋に所在。

### 公共施設
- 徳島県庁
- 徳島県警察本部
- 徳島県警察 徳島東警察署
- JR牟岐線
  - 阿波富田駅

### その他
- 阿波銀行 ATMコーナー
  - かつて、かちどき橋南詰交差点に面して所在したかちどき橋支店は当地のランドマークだったが、両国橋支店へ窓口機能を統合（ブランチインブランチ）した後はATMコーナーのみが所在している。
- 徳島グランヴィリオホテル（旧 徳島プリンスホテル）
  - 2007年3月、ルートインジャパンに売却し同年6月1日をもってプリンスホテルによる運営は終了した。その後、2008年3月末をもってプリンスホテルの名称使用期限を満了したため、ルートイングループの最上級ブランドとして新たに立ち上げた「グランヴィリオ」を冠した名称となった。
- 立木写真館

## 隣の橋梁
（上流） - 富田橋 - かちどき橋 - 末広大橋 - （下流）